# Stridova
Stridova là một chi bướm đêm thuộc họ Noctuidae.